# Alex (calciatore 1982)
Alex Rodrigo Dias da Costa, meglio noto come Alex (Niterói, 17 giugno 1982), è un ex calciatore brasiliano, di ruolo difensore.
Dopo aver esordito nel Santos, vincendo anche un campionato brasiliano, nel 2004 è stato acquistato dal Chelsea che lo ha sùbito ceduto in prestito al PSV Eindhoven per tre stagioni consecutive; con lui gli olandesi hanno vinto tre Eredivisie e una KNVB Beker. Nel 2007 è tornato al Chelsea, con cui in 5 anni ha conquistato una Premier League, 2 FA Cup e una Supercoppa inglese. Nel gennaio del 2012 si è trasferito al Paris Saint-Germain e con la squadra francese in due anni e mezzo ha vinto due Ligue 1, una Coppa di Lega francese e una Supercoppa di Francia. Ha inoltre vinto la Coppa America con la Nazionale brasiliana nel 2007.

## Caratteristiche tecniche
Secondo Carlo Ancelotti «È fortissimo, con uno stacco di testa tra i migliori in circolazione, è alto ma molto rapido nel breve e a livello personale è davvero strepitoso». Secondo Leonardo, «Ha un'incidenza positiva sul gruppo perché è un leader silenzioso e, anche se non è velocissimo, ha esperienza e concretezza in abbondanza. È adatto per la Serie A e farà bene perché ha una lettura difensiva incredibile». Alex possiede un tiro potentissimo, e grazie a questa sua qualità ha segnato su calcio di punizione più volte colpendo la palla con molta violenza.

## Carriera

### Club

#### Inizi e Santos
La formazione calcistica di Alex è avvenuta nel Clube Atlético Juventus, squadra del quartiere Mooca di San Paolo. Nel Moleque Travesso, Alex ha avuto modo di farsi notare dai dirigenti del Santos che lo hanno chiamato a vestire la maglia bianca a 19 anni.
Ha cominciato la sua carriera nella squadra brasiliana del Santos, dove ha debuttato nel 2002. Con il Santos ha giocato più di 100 partite e ha vinto un campionato brasiliano.

#### PSV

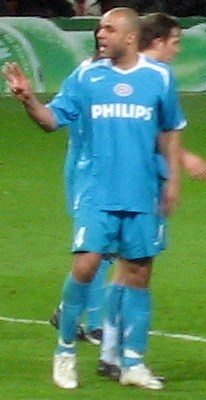
Alex ai tempi del nel 2007

Nel 2004 è stato comprato dagli inglesi del Chelsea sotto la raccomandazione di Piet de Visser, ma a causa di problemi relativi al numero di stranieri è stato mandato in prestito agli olandesi del PSV. L'accordo tra Chelsea e PSV ha stabilito un prestito di 3 anni e nella sua nuova squadra Alex ha scelto di giocare con la maglia numero 4.
Arrivato nella stagione 2004-2005, il difensore brasiliano ha dato un contributo importante nella vittoria dell'Eredivisie e della KNVB beker. Nella Champions League 2004-2005, Alex ha aiutato il PSV ad arrivare alle semifinali, dove è stato sconfitto dal Milan per la regola dei gol in trasferta (il PSV aveva vinto 3-1 in casa ma perso 0-2 a San Siro). Prima dell'eliminazione dalla competizione europea, gli olandesi avevano sconfitto Monaco e Lione.
Nella stagione 2005-2006 il PSV ha vinto la sua diciannovesima Eredivisie con largo anticipo ed è stato eliminato agli ottavi di Champions League dal Lione, dopo aver perso sia l'andata giocata in casa (1-0) sia il ritorno giocato in trasferta (4-0). Tuttavia il Chelsea ha deciso che non era ancora il momento di richiamare il brasiliano, nonostante il capo-scout dei londinesi, Frank Arnesen, avesse più volte consigliato il suo riscatto per risolvere i problemi difensivi dei Blues. Ciononostante Alex non si è mosso dal PSV: il tecnico José Mourinho, infatti, ha insistito nell'acquisto dell'olandese Khalid Boulahrouz. Il difensore brasiliano è rimasto così un'altra stagione con i Boeren. Quell'anno ha nuovamente riservato gioie per il club olandese, che si è aggiudicato nuovamente la Eredivisie e ha eliminato i vicecampioni d'Europa dell'Arsenal negli ottavi di finale di Champions League. Nell'occasione Alex ha segnato un gol e un autogol. Tuttavia non è riuscito a giocare nei quarti di finale a causa di un infortunio, ed il PSV è stato costretto ad arrendersi al Liverpool per 4-0.
Con lui gli olandesi hanno vinto tre Eredivisie e una KNVB beker.

#### Chelsea

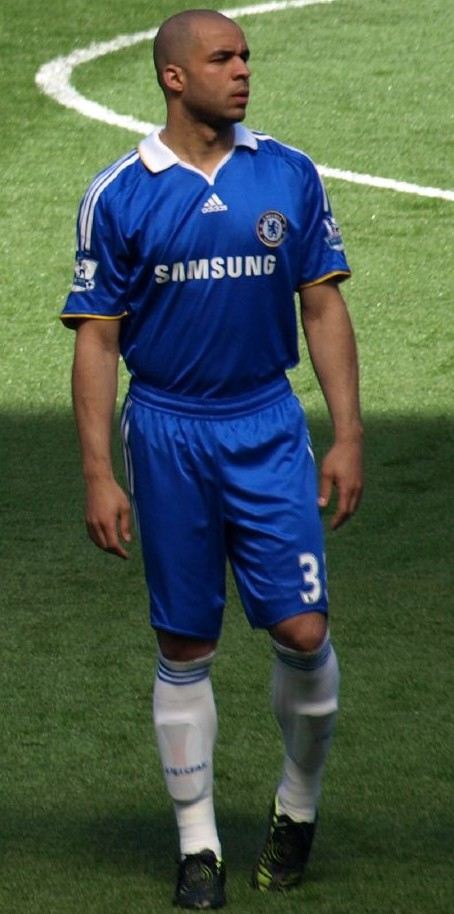
Alex con la maglia del Chelsea nel 2008

Nell'estate 2007 ha fatto rientro al Chelsea, club con il quale ha debuttato il 19 agosto 2007 nella partita contro il Liverpool sostituendo Florent Malouda all'85º minuto. Alex ha segnato il suo primo gol con la maglia del Chelsea il 20 ottobre seguente contro il Middlesbrough su calcio di punizione.
Nella stagione 2008-2009 Alex ha avuto molto più spazio in squadra a causa di un infortunio di Ricardo Carvalho, il quale era spesso stato preferito al brasiliano nella stagione precedente. Il 1º novembre 2008 Alex ha segnato il millesimo gol della storia del Chelsea in Premier League nella partita contro il Sunderland. Nella partita di ritorno dei quarti di finale della Champions League 2008-2009 contro il Liverpool ha calciato una potente punizione segnando un gol. Il Chelsea alla fine è riuscito a passare il turno con un risultato complessivo di 7-5, salvo poi essere eliminato dal Barcellona in semifinale.
Alex ha saltato la prima parte della stagione 2009-2010 a causa di un infortunio e nell'ottobre 2009 ha firmato un nuovo contratto di 4 anni con il Chelsea. Ha giocato la prima partita della stagione il 28 ottobre 2009 in un match di Carling Cup contro il Bolton.
In seguito al trasferimento di Ricardo Carvalho al Real Madrid, Alex ha iniziato la stagione 2010-2011 da titolare al fianco di John Terry al centro della difesa. Il 5 ottobre 2010 è stato costretto a stare lontano dal campo di gioco per più di tre settimane a causa di un infortunio alla coscia, dovendo rinunciare anche alla convocazione in Nazionale per le amichevoli contro Iran e Ucraina.
Nella prima parte della stagione 2011-2012 è stato poco impiegato dal nuovo tecnico dei Blues André Villas-Boas e nel dicembre del 2011 ha chiesto e ottenuto dalla società inglese la possibilità di essere ceduto ad un altro club.

#### Paris Saint-Germain

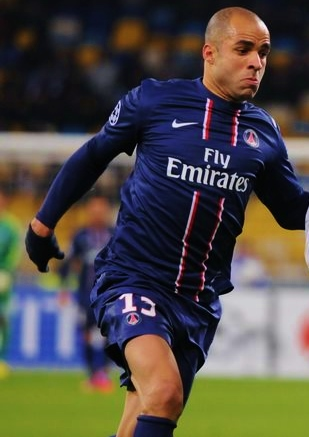
Alex in azione con la maglia del PSG nel 2012

Il 27 gennaio 2012 è stato acquistato dal club francese del Paris Saint-Germain, con il quale ha sottoscritto un contratto di due anni e mezzo. Ha scelto di indossare la maglia numero 13. Ha debuttato in campionato il 12 febbraio seguente da titolare nello 0-0 esterno contro il Nizza venendo sostituito all'inizio della ripresa da Christophe Jallet. Ha segnato il suo primo gol la settimana successiva, il 19 febbraio 2012, nel 2-2 contro il Montpellier. Il 21 marzo 2012 ha esordito in Coppa di Francia in occasione dei quarti di finale persi in casa contro il Lione per 1-3. Ha concluso la seconda metà di stagione con la maglia dei parigini collezionando 15 presenze e 2 gol in campionato e una presenza in Coppa di Francia.
Nella stagione 2012-2013 il tecnico dei parigini Carlo Ancelotti lo ha scelto come titolare del duo di difesa insieme al connazionale Thiago Silva, acquistato in estate. I primi due gol stagionali li ha segnati in Champions League contro la Dinamo Kiev, nella prima partita del girone A vinta 4-1 dai parigini in casa, e contro la Dinamo Zagabria nella partita finita 4-0 per il PSG. In Ligue 1 il primo gol Alex lo ha trovato alla 25ª giornata nella partita persa 3-2 sul campo del Sochaux segnando il momentaneo vantaggio per 1-0 dei suoi. In questo incontro ha fornito anche un assist, il primo nella competizione e con la nuova maglia, al suo compagno di squadra Sakho che ha siglato il momentaneo 2-2. Ha vinto il suo primo trofeo con la maglia parigina il 12 maggio 2013 in occasione della successo sul campo del Lione per 1-0 con gol di Jérémy Ménez che ha decretato la vittoria del campionato con due giornate d'anticipo.
Ha iniziato la stagione 2013-2014 vincendo la Supercoppa di Francia ai danni del Bordeaux per 2-1 grazie a un suo gol nel finale al 93º minuto di gioco. I primi due gol in Ligue 1 nella nuova stagione li ha segnati consecutivamente alla 22ª e alla 23ª giornata nella partita pareggiata 1-1 sul campo del Guingamp e nella vittoria per 2-0 in casa contro il Bordeaux. Il 4 febbraio 2014 ha ottenuto la prima presenza in 3 stagioni nella Coppa di Lega nella semifinale vinta dal PSG per 1-2 sul campo del Nantes. È poi stato schierato da titolare anche nella finale della competizione, vinta per 2-1 contro il Lione. Al termine della stagione ha anche bissato la vittoria della Ligue 1.
Dopo l'ufficializzazione dell'acquisto di David Luiz da parte del PSG ha deciso di non rinnovare il contratto con la società parigina, scaduto a giugno 2014.

#### Milan
Il 6 giugno 2014 è passato ufficialmente al Milan, che lo ha prelevato a parametro zero e con cui ha firmato un contratto biennale fino al 30 giugno 2016.
Con la squadra rossonera Alex indossa la maglia numero 33 in onore del suo ex compagno di squadra al PSG Thiago Silva. Ha esordito in Serie A il 31 agosto 2014, in occasione della prima partita di campionato vinta per 3-1 contro la Lazio a San Siro. Il 13 gennaio 2015 ha esordito in Coppa Italia nella partita valevole per gli ottavi di finale, vinta per 2-1 contro il Sassuolo. Il 1º febbraio 2015, durante la partita vinta per 3-1 a San Siro contro il Parma, ha indossato per la prima volta la fascia di capitano del Milan. Ha segnato il suo primo gol con la maglia del Milan il 17 maggio 2015 contro il Sassuolo, per il momentaneo 2-2 (partita finita poi 3-2 in favore del Sassuolo). Il 31 gennaio 2016 in occasione del Derby della Madonnina realizza il primo gol del match vinto 3-0 dai rossoneri. Il 1º luglio 2016, non avendo rinnovato il contratto, si svincola, lasciando il Milan dopo 48 presenze e 4 gol, in due stagioni.

#### Ritiro
Dopo essersi accordato con i portoghesi del Porto, Alex non superando le visite mediche decide di ritirarsi dal calcio giocato. Subisce un delicato intervento al cuore con applicazione di by-pass per via di quattro arterie ostruite nel mese di giugno 2022.

### Nazionale

#### Maggiore
Ha debuttato per la prima volta con la maglia della Nazionale brasiliana nel 2003 in occasione della prima partita della Gold Cup 2003 contro il Messico, persa per 1-0. Nel corso della manifestazione, conclusa al secondo posto, Alex ha totalizzato 5 presenze. È tornato a vestire la maglia verdeoro nel 2006 e l'anno seguente ha preso parte alla Coppa America in Venezuela. Durante il torneo Alex ha disputato da titolare tutte le 6 partite della Nazionale brasiliana, compresa la finale vinta per 3-0 contro l'Argentina.
Nel maggio 2010 è stato inserito dal CT Dunga tra le 7 riserve dei convocati per il Mondiale in Sudafrica. In totale, tra il 2003 e il 2008, ha totalizzato 17 presenze con la Seleção.

## Statistiche

### Presenze e reti nei club
| Stagione                   | Squadra                    | Campionato                 | Campionato | Campionato | Coppe nazionali | Coppe nazionali | Coppe nazionali | Coppe continentali | Coppe continentali | Coppe continentali | Altre coppe | Altre coppe | Altre coppe | Totale | Totale |
| Stagione                   | Squadra                    | Comp                       | Pres       | Reti       | Comp            | Pres            | Reti            | Comp               | Pres               | Reti               | Comp        | Pres        | Reti        | Pres   | Reti   |
| -------------------------- | -------------------------- | -------------------------- | ---------- | ---------- | --------------- | --------------- | --------------- | ------------------ | ------------------ | ------------------ | ----------- | ----------- | ----------- | ------ | ------ |
| 2002                       | Santos                     | A                          | 25         | 3          | CB              | 0               | 0               | -                  | -                  | -                  | TRSP        | 0           | 0           | 25     | 3      |
| 2003                       | Santos                     | A1/SP+A                    | 6+34       | 1+9        | -               | -               | -               | CL+CS              | 13+6               | 4+1                | -           | -           | -           | 59     | 15     |
| 2004                       | Santos                     | A1/SP+A                    | 9+4        | 1+0        | -               | -               | -               | CL                 | 5                  | 1                  | -           | -           | -           | 18     | 2      |
| Totale Santos              | Totale Santos              | Totale Santos              | 15+63      | 2+12       |                 | 0               | 0               |                    | 24                 | 6                  |             | 0           | 0           | 102    | 20     |
| 2004-2005                  | PSV                        | ED                         | 27         | 3          | CO              | 4               | 0               | UCL                | 13                 | 2                  | -           | -           | -           | 44     | 5      |
| 2005-2006                  | PSV                        | ED                         | 28         | 2          | CO              | 2               | 0               | UCL                | 7                  | 0                  | SO          | 1           | 0           | 38     | 2      |
| 2006-2007                  | PSV                        | ED                         | 29         | 6          | CO              | 3               | 0               | UCL                | 8                  | 2                  | SO          | 1           | 0           | 41     | 8      |
| Totale PSV Eindhoven       | Totale PSV Eindhoven       | Totale PSV Eindhoven       | 84         | 11         |                 | 9               | 0               |                    | 28                 | 4                  |             | 2           | 0           | 123    | 15     |
| 2007-2008                  | Chelsea                    | PL                         | 28         | 2          | FACup+CdL       | 2+3             | 0               | UCL                | 6                  | 1                  | CS          | 0           | 0           | 39     | 3      |
| 2008-2009                  | Chelsea                    | PL                         | 24         | 2          | FACup+CdL       | 6+2             | 1+0             | UCL                | 9                  | 1                  | -           | -           | -           | 41     | 4      |
| 2009-2010                  | Chelsea                    | PL                         | 16         | 1          | FACup+CdL       | 6+1             | 0               | UCL                | 2                  | 0                  | CS          | 0           | 0           | 25     | 1      |
| 2010-2011                  | Chelsea                    | PL                         | 15         | 2          | FACup+CdL       | 0+1             | 0               | UCL                | 4                  | 0                  | CS          | 0           | 0           | 20     | 2      |
| 2011-gen. 2012             | Chelsea                    | PL                         | 3          | 0          | FACup+CdL       | 0+3             | 0               | UCL                | 3                  | 0                  | -           | -           | -           | 9      | 0      |
| Totale Chelsea             | Totale Chelsea             | Totale Chelsea             | 86         | 7          |                 | 24              | 1               |                    | 24                 | 2                  |             | 0           | 0           | 134    | 10     |
| gen.-giu. 2012             | Paris Saint-Germain        | L1                         | 15         | 2          | CF+CdL          | 1+0             | 0               | UEL                | -                  | -                  | -           | -           | -           | 16     | 2      |
| 2012-2013                  | Paris Saint-Germain        | L1                         | 24         | 2          | CF+CdL          | 1+0             | 0               | UCL                | 9                  | 2                  | -           | -           | -           | 34     | 4      |
| 2013-2014                  | Paris Saint-Germain        | L1                         | 31         | 2          | CF+CdL          | 1+2             | 0               | UCL                | 7                  | 0                  | SF          | 1           | 1           | 42     | 3      |
| Totale Paris Saint-Germain | Totale Paris Saint-Germain | Totale Paris Saint-Germain | 70         | 6          |                 | 5               | 0               |                    | 16                 | 2                  |             | 1           | 1           | 92     | 9      |
| 2014-2015                  | Milan                      | A                          | 21         | 1          | CI              | 2               | 0               | -                  | -                  | -                  | -           | -           | -           | 23     | 1      |
| 2015-2016                  | Milan                      | A                          | 25         | 3          | CI              | 0               | 0               | -                  | -                  | -                  | -           | -           | -           | 25     | 3      |
| Totale Milan               | Totale Milan               | Totale Milan               | 46         | 4          |                 | 2               | 0               |                    | -                  | -                  |             | -           | -           | 48     | 4      |
| Totale carriera            | Totale carriera            | Totale carriera            | 364        | 42         |                 | 40              | 1               |                    | 92                 | 14                 |             | 3           | 1           | 499    | 58     |

### Presenze e reti in nazionale
| Cronologia completa delle presenze e delle reti in nazionale ― Brasile | Cronologia completa delle presenze e delle reti in nazionale ― Brasile | Cronologia completa delle presenze e delle reti in nazionale ― Brasile | Cronologia completa delle presenze e delle reti in nazionale ― Brasile | Cronologia completa delle presenze e delle reti in nazionale ― Brasile | Cronologia completa delle presenze e delle reti in nazionale ― Brasile | Cronologia completa delle presenze e delle reti in nazionale ― Brasile | Cronologia completa delle presenze e delle reti in nazionale ― Brasile |
| Data                                                                   | Città                                                                  | In casa                                                                | Risultato                                                              | Ospiti                                                                 | Competizione                                                           | Reti                                                                   | Note                                                                   |
| ---------------------------------------------------------------------- | ---------------------------------------------------------------------- | ---------------------------------------------------------------------- | ---------------------------------------------------------------------- | ---------------------------------------------------------------------- | ---------------------------------------------------------------------- | ---------------------------------------------------------------------- | ---------------------------------------------------------------------- |
| 13-7-2003                                                              | Città del Messico                                                      | Messico                                                                | 1 – 0                                                                  | Brasile                                                                | Gold Cup 2003 - 1º turno                                               | -                                                                      | [ 28 ]                                                                 |
| 15-7-2003                                                              | Città del Messico                                                      | Honduras                                                               | 1 – 2                                                                  | Brasile                                                                | Gold Cup 2003 - 1º turno                                               | -                                                                      | 45’                                                                    |
| 19-7-2003                                                              | Miami                                                                  | Colombia                                                               | 0 – 2                                                                  | Brasile                                                                | Gold Cup 2003 - 1º turno                                               | -                                                                      | [ 28 ]                                                                 |
| 23-7-2003                                                              | Miami                                                                  | Stati Uniti                                                            | 1 – 2 gg                                                               | Brasile                                                                | Gold Cup 2003 - Semifinale                                             | -                                                                      | [ 28 ]                                                                 |
| 27-7-2003                                                              | Città del Messico                                                      | Brasile                                                                | 0 – 1 gg                                                               | Messico                                                                | Gold Cup 2003 - Finale                                                 | -                                                                      | [ 28 ] [ 29 ]                                                          |
| 16-8-2006                                                              | Oslo                                                                   | Norvegia                                                               | 1 – 1                                                                  | Brasile                                                                | Amichevole                                                             | -                                                                      | 78’                                                                    |
| 5-9-2006                                                               | Londra                                                                 | Galles                                                                 | 0 – 2                                                                  | Brasile                                                                | Amichevole                                                             | -                                                                      |                                                                        |
| 5-6-2007                                                               | Dortmund                                                               | Turchia                                                                | 0 – 0                                                                  | Brasile                                                                | Amichevole                                                             | -                                                                      |                                                                        |
| 27-6-2007                                                              | Puerto Ordaz                                                           | Messico                                                                | 2 – 0                                                                  | Brasile                                                                | Coppa America 2007 - 1º turno                                          | -                                                                      | 60’                                                                    |
| 1-7-2007                                                               | Maturín                                                                | Brasile                                                                | 3 – 0                                                                  | Cile                                                                   | Coppa America 2007 - 1º turno                                          | -                                                                      |                                                                        |
| 4-7-2007                                                               | Puerto La Cruz                                                         | Brasile                                                                | 1 – 0                                                                  | Ecuador                                                                | Coppa America 2007 - 1º turno                                          | -                                                                      |                                                                        |
| 7-7-2007                                                               | Puerto La Cruz                                                         | Brasile                                                                | 6 – 1                                                                  | Cile                                                                   | Coppa America 2007 - Quarti di finale                                  | -                                                                      |                                                                        |
| 10-7-2007                                                              | Maracaibo                                                              | Brasile                                                                | 2 – 2 dts (5 – 4 dtr)                                                  | Uruguay                                                                | Coppa America 2007 - Semifinale                                        | -                                                                      |                                                                        |
| 15-7-2007                                                              | Maracaibo                                                              | Brasile                                                                | 3 – 0                                                                  | Argentina                                                              | Coppa America 2007 - Finale                                            | -                                                                      | 37’                                                                    |
| 21-11-2007                                                             | San Paolo                                                              | Brasile                                                                | 2 – 1                                                                  | Uruguay                                                                | Qual. Mondiali 2010                                                    | -                                                                      |                                                                        |
| 6-2-2008                                                               | Dublino                                                                | Irlanda                                                                | 0 – 1                                                                  | Brasile                                                                | Amichevole                                                             | -                                                                      |                                                                        |
| 26-3-2008                                                              | Londra                                                                 | Svezia                                                                 | 0 – 1                                                                  | Brasile                                                                | Amichevole                                                             | -                                                                      |                                                                        |
| 19-11-2008                                                             | Gama                                                                   | Brasile                                                                | 6 – 2                                                                  | Portogallo                                                             | Amichevole                                                             | -                                                                      | 82’                                                                    |
| Totale                                                                 |                                                                        | Presenze                                                               | 18                                                                     |                                                                        | Reti                                                                   | 0                                                                      |                                                                        |

| Cronologia completa delle presenze e delle reti in nazionale (partite non ufficiali) ― Brasile | Cronologia completa delle presenze e delle reti in nazionale (partite non ufficiali) ― Brasile | Cronologia completa delle presenze e delle reti in nazionale (partite non ufficiali) ― Brasile | Cronologia completa delle presenze e delle reti in nazionale (partite non ufficiali) ― Brasile | Cronologia completa delle presenze e delle reti in nazionale (partite non ufficiali) ― Brasile | Cronologia completa delle presenze e delle reti in nazionale (partite non ufficiali) ― Brasile | Cronologia completa delle presenze e delle reti in nazionale (partite non ufficiali) ― Brasile | Cronologia completa delle presenze e delle reti in nazionale (partite non ufficiali) ― Brasile |
| Data                                                                                           | Città                                                                                          | In casa                                                                                        | Risultato                                                                                      | Ospiti                                                                                         | Competizione                                                                                   | Reti                                                                                           | Note                                                                                           |
| ---------------------------------------------------------------------------------------------- | ---------------------------------------------------------------------------------------------- | ---------------------------------------------------------------------------------------------- | ---------------------------------------------------------------------------------------------- | ---------------------------------------------------------------------------------------------- | ---------------------------------------------------------------------------------------------- | ---------------------------------------------------------------------------------------------- | ---------------------------------------------------------------------------------------------- |
| 6-9-2005                                                                                       | Siviglia                                                                                       | Siviglia                                                                                       | 1 – 1                                                                                          | Brasile                                                                                        |                                                                                                | -                                                                                              |                                                                                                |
| 7-10-2006                                                                                      | Madinat al-Kuwait                                                                              | Al-Kuwait                                                                                      | 0 – 4                                                                                          | Brasile                                                                                        |                                                                                                | -                                                                                              |                                                                                                |
| Totale                                                                                         |                                                                                                | Presenze                                                                                       | 2                                                                                              |                                                                                                | Reti                                                                                           | 0                                                                                              |                                                                                                |

## Palmarès

### Club
- Campionato brasiliano: 1

Santos: 2002
- Campionato olandese: 3

PSV Eindhoven: 2004-2005, 2005-2006, 2006-2007
- Coppa dei Paesi Bassi: 1

PSV Eindhoven: 2004-2005
- Coppa d'Inghilterra: 2

Chelsea: 2008-2009, 2009-2010
- Community Shield: 1

Chelsea: 2009
- Campionato inglese: 1

Chelsea: 2009-2010
- Campionato francese: 2

Paris Saint-Germain: 2012-2013, 2013-2014
- Supercoppa francese: 1

Paris Saint-Germain: 2013
- Coppa di Lega francese: 1

Paris Saint-Germain: 2013-2014

### Nazionale
- Coppa America: 1

2007

### Individuale
- Bola de Prata: 2

2002, 2003